# Morrió (casc)

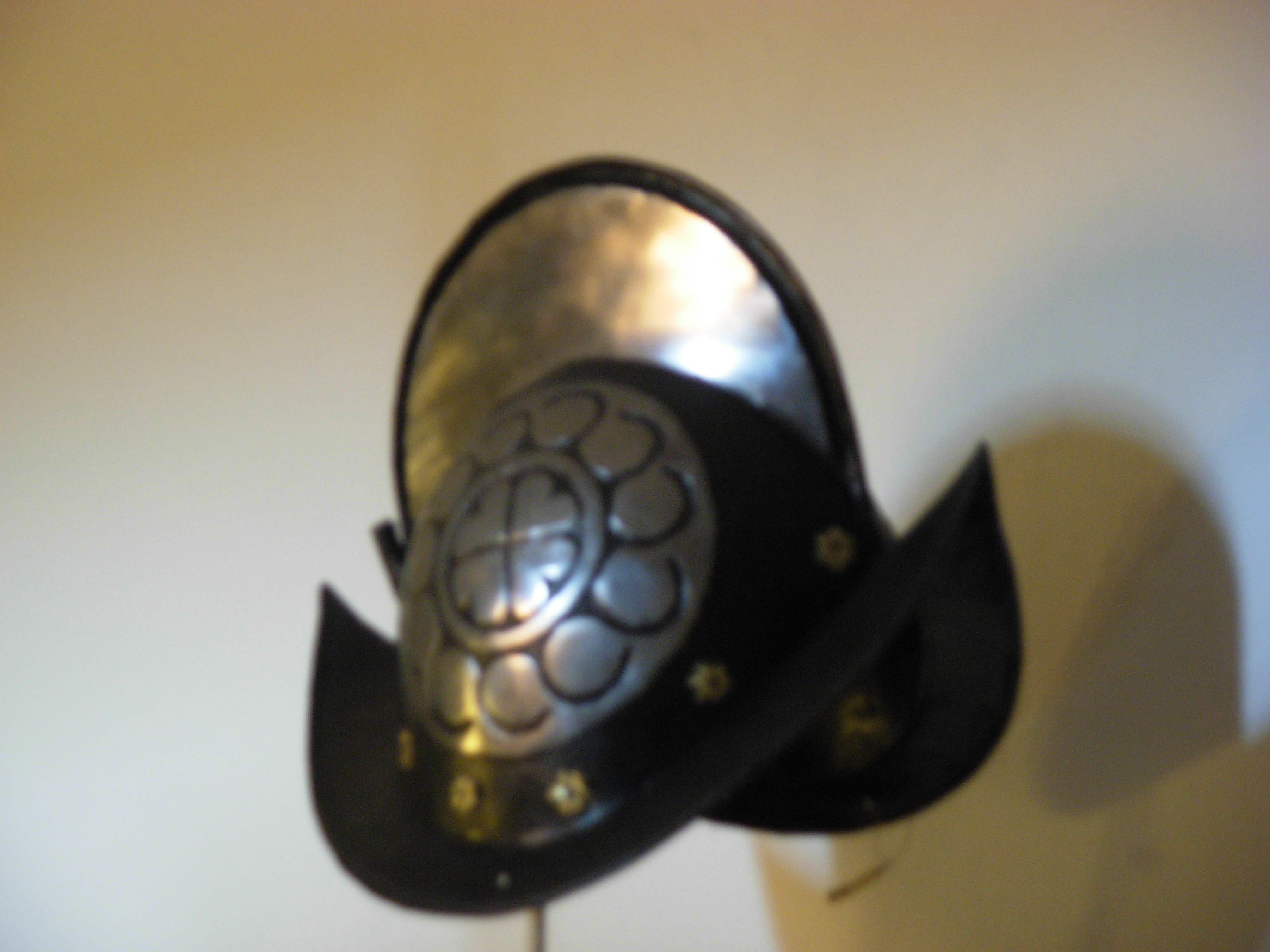
Morrió.

El morrió era un casc que va aparèixer a Espanya a principis del segle XVI que cobria el cap dels soldats protegint-los en el combat, la seva forma era una mica cònica i comptava d'ordinari amb una cresta gairebé tallant. També tenia ala ampla, estesa i abarquilladas que acabava en punta per davant i per darrere. A la cimera, gairebé sempre corba, presentava bé una mena de ganxo, ungla o botó, bé una punta afilada.
Encara que el morrió l'utilitzaven particularment la infanteria o els peons, no per això el deixaven de portar els cavallers i personatges notables pel fet de ser més lleuger que l'elm i deixar la cara descoberta per poder respirar més fàcilment.
Associat popularment només als terços espanyols del Segle d'Or i als conqueridors d'Amèrica, el morrió va ser usat en la major part dels països europeus en els segles xvi i xvii.
El morrió era un casc en forma de mitja ametlla per fer relliscar els cops, tenia al seu interior un bacinet de tres o quatre corretges creuades, que donaven suport a la capçalera, i donaven ventilació al casc i esmorteïen els cops verticals. Unes ales gairebé horitzontals contribuïen a fer que els cops verticals no arribessin al clatell, les orelles o la cara.
En els terços formava part de l'equip defensiu de piquers i arcabussers, però no dels mosqueters, que el van substituir pel barret chambergo.
A la infanteria moderna, era una mena de barret cònic, sense ala i amb visera, de poc més d'una quarta d'alt la copa constituïa la truncadura del con i era de cartró cobert d'hule o de drap amb tapa de sola. Actualment només el fa servir la Guàrdia suïssa del Vaticà.